# Ловренчич, Гергё
Гергё Ловре́нчич (венг. Lovrencsics Gergő; 1 сентября 1988, Сольнок, Венгрия) — венгерский футболист, вингер клуба «Солин». Выступал за сборную Венгрии. Участник чемпионатов Европы 2016 и 2020 годов.

## Клубная карьера
Ловренчич начал карьеру в клубе «Будафоки», игравшем во втором, а затем в третьем венгерском дивизионе. По окончании сезона о покинул команду и присоединился к клубу «Печ». Гергё отыграл за «работяг» три сезона в чемпионате Венгрии, после чего подписал контракт с «Ломбардом». 16 июля 2011 года в матче против «Уйпешта» он дебютировал за новую команду. 6 августа в поединке против «Капошвар Ракоци» Ловренчич забил свой первый гол за «Ломбард». 5 мая 2012 года в матче против «Ференцвароша» он сделал «дубль».
Летом 2012 года Гергё на правах аренды перешёл в польский «Лех». 18 августа в матче против хожувского «Руха» дебютировал в польской Экстраклассе. В этом же поединке Ловренчич забил свой первый гол за новую команду. В дебютном сезоне он помог команде завоевать второе место и руководство «Леха» выкупило его трансфер. В 2015 году Гергё помог клубу выиграть чемпионат и Суперкубок Польши.
Летом 2016 года он вернулся на родину, подписав контракт с «Ференцварошом». 16 июля в матче против «Халадаша» Гергё дебютировал за новую команду. 6 мая 2017 года в поединке против МТК Ловренчич забил свой первый гол за «Ференцварош». В составе клуба он трижды стал чемпионом Венгрии и завоевал национальный кубок. Летом 2021 года Ловренчич перешёл в сплитский «Хайдук». 17 июля в матче против «Локомотива» он дебютировал в чемпионате Хорватии. 3 октября в поединке против «Осиека» Гергё забил свой первый гол за «Хайдук».

## Международная карьера
6 июня 2013 года в товарищеском матче против сборной Кувейта Ловренчич дебютировал за сборную Венгрии. 11 октября 2015 года в отборочном матче чемпионата Европы 2016 против сборной Греции Гергё забил свой первый гол за национальную команду.
В 2016 году Ловренчич в составе сборной принял участие в чемпионате Европы во Франции. На турнире он сыграл в матчах против команд Португалии и Бельгии.
В 2021 году Ловренчич принял участие в чемпионате Европы. На турнире он сыграл в матчах против Португалии, Франции и Германии. 

### Голы за сборную Венгрии
| #  | Дата            | Место                      | Противник | Счёт | Результат | Соревнование                       |
| -- | --------------- | -------------------------- | --------- | ---- | --------- | ---------------------------------- |
| 1. | 11 октября 2015 | Караискакис, Пирей, Греция | Греция    | 1:1  | 4:3       | Чемпионат Европы 2016 квалификация |

## Достижения
Командные
 «Лех»
- Победитель Экстраклассы — 2014/2015
- Обладатель Суперкубка Польши — 2015

 «Ференцварош»
- Победитель чемпионата Венгрии (3) — 2018/2019, 2019/2020, 2020/2021
- Обладатель Кубка Венгрии — 2016/2017

## Личная жизнь
- Его брат Балаш также футболист, нападающий Дьёр.
- Его жена Катаржина имеет польское происхождение[источник не указан 1940 дней].
- У него двое сыновей. Натан родился в мае 2017 года, а его второй ребёнок родился 12 сентября 2018 года[источник не указан 1940 дней].